# Caprice Bohémien

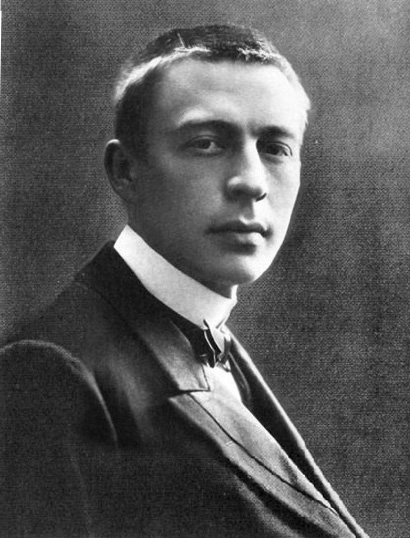
Serguéi Rajmáninov, compositor de Caprice Bohémien, a los 19 años, en 1892.

El Caprice Bohémian (en ruso: Kaprichio na tziganskiye, traducido literalmente como Capricho Bohemio), Op. 12 es un poema sinfónico para gran orquesta compuesto por Sergéi Rajmáninov entre 1892 y 1894. Una de las primeras composiciones de Rajmáninov, la pieza contiene grandes momentos tocados con toda la orquesta en tutti, cuyo estilo rimbombante fue también criticada en su siguiente composición, Sinfonía n.º 1 en re menor. El Caprice Bohémian fue mejor recibido que su Primera Sinfonía, cuyo estreno fue un fracaso y empezó a ser considerada tras su muerte. El capricho está dedicado a Peter Lodïzhensky, marido de Anna Lodïzhenskaya, la gitana a quien le dedicó su canción Op. 4, n.º 1.

## Denominación
La obra es un «capricho sobre temas gitanos», como debería haberse llamado, dado que el término bohemio, de origen francés, no significa gitano, y esta obra de Rajmáninov nada tiene que ver con la legendaria vie de Bohème ni con la Bohemia de Dvořák y Smetana.

## Composición
Tras una corta entrada de percusión, la pieza progresa lentamente con acordes dramáticos seguidos por las maderas y doblados por los metales graves. Un corto interludio protagonizado por las maderas agudas lleva la pieza a un climáx con las cuerdas, un tema repetido varias veces a lo largo de la obra. La mitad de la pieza se alarga , marcada como lento lúgubre, alla marcia funèbre. En los últimos minutos del capriccio, que dura aproximadamente 20 minutos, la orquesta retoma los temas fuertes y potentes. La idea de los placeres gitanos de la vida se muestra con la maravillosa y vivaz secuencia del final. Tras un corto y potente respiro en si menos, la composición termina con un atronador acorde de re mayor.